# Лебедев, Сергей Владимирович
Сергей Владимирович Лебедев (14 марта 1913 года — 2 апреля 1990 года) — советский физик-экспериментатор, доктор физико-математических наук.
Известен в первую очередь своими фундаментальными работами по исследованию металлов при высоких температурах и электрического взрыва проводников. Он первым предложил использовать импульсный нагрев током большой плотности для экспериментального изучения физических явлений и свойств металла в твердом и жидком состояниях, а также исчезновения металлической проводимости. В этой области им были получены наиболее яркие и значительные результаты, а созданный им эффективный метод исследования металлов широко используется в нашей[какой?] стране и за рубежом.

## Биография
Родился 14 марта 1913 г. в Москве в семье профессора биологии Владимира Николаевича Лебедева, основателя научной кинематографии в России, близкого друга и сотрудника выдающегося ученого-биолога Н. К. Кольцова.
В 1932 году поступил на физический факультет МГУ, который с отличием окончил в 1938 г. по специальности «теория колебаний». По инициативе Л. И. Мандельштама С. В. Лебедев был оставлен в аспирантуре в лаборатории колебаний Института физики МГУ у С. Э. Хайкина. Здесь он выполнил свои первые работы по физике металлов. В частности, С. В. Лебедевым совместно с С. Э. Хайкиным было обнаружено интересное явление аномальной термоэлектронной эмиссии металла, возникающее при его быстром нагревании электрическим током большой плотности (~106 А/см2). Эти аномалии проявляются в необычно большой величине электронной эмиссии металла в твердом состоянии вблизи точки плавления, а также в её неравновесном характере: после резкого выключения нагревающего тока эмиссионный ток сильно спадает к своему обычному равновесному значению за время ~10-4 с, в течение которого остыванием эмиттера можно пренебречь.
С начала войны С. В. Лебедев находился на фронте, а в 1943 г. для реализации изобретения был откомандирован в НИИ электропромышленности в лабораторию, созданную А. Ф. Иоффе. Здесь он активно занимался исследованием термоэффектов и электрической эрозии электродов при сильноточных разрядах между ними. При этом С. В. Лебедевым было показано, что основной причиной эрозии служит локальное выделение джоулева тепла и электрический взрыв малых участков поверхностного слоя электродов.
В 1946 г. С. В. Лебедев был направлен в лабораторию № 2 АН СССР (ныне Российский научный центр «Курчатовский институт») в отдел И. К. Кикоина для участия в работах по разделению изотопов. Дальнейшая его деятельность в течение 20 лет неразрывно связан с ФИАНом, куда он был приглашен в 1947 г. М. А. Леонтовичем в лабораторию колебаний, для проведения исследований по физике металлов. Параллельно в этот период (1948—1965) он активно преподавал на кафедре общей физики МФТИ. Многие выпускники Физтеха с большой теплотой вспоминают С.В. Лебедева как высококвалифицированного преподавателя и исключительно доброжелательного человека. В ФИАНе С. В. Лебедевым был выполнен большой цикл работ по исследованию электронной эмиссии и электропроводности металлов, а также по выяснению физического механизма электрического взрыва проводников при быстром (<~10^-5 с) импульсном нагревании током большой плотности (~106—107 А/см2). Было установлено, что величины аномального эмиссионного тока вблизи точки плавления металлов на два порядка превышают обычные табличные значения, определяемые известной формулой Ричардсона. Например, для вольфрама это приводит к нарушению закона Лэнгмюра об ограничении анодного тока в вакуумном диоде отрицательным объемным зарядом, что объясняется значительным увеличением концентрации электронов у поверхности эмиттера и отклонением электронного газа от идеальности. Кроме того, было показано, что исчезновение металлической проводимости происходит в результате разделения жидкого металла флуктуирующими поверхностями микроразрывов на области размером, близким к длине свободного пробега электронов в конденсированном металле, а продукты взрыва представляют собой золь с размером частиц 100—1000 Результаты этих работ С. В. Лебедева, выполненных в 50—60-е годы, становятся широко известными и ключевыми для дальнейших исследований металлов методом электрического взрыва. С 1957-го по 1967 г. в лаборатории спектроскопии ФИАНа С. В. Лебедевым был проведен также ряд интересных работ по вакуумной искре и другим импульсным источникам коротковолнового излучения, используемым для возбуждения спектров многозарядных ионов. Эти работы оказали существенное влияние на выяснение механизма возникновения мягкого рентгеновского излучения в плазме искрового разряда.
В 1967 г. С. В. Лебедев был приглашен А. Е. Шейндлиным в ИВТАН, где он работал до самого последнего времени. Им были созданы новые оригинальные методики, которые позволили провести обширные исследования многих теплофизических и электрофизических свойств тугоплавких металлов при высоких температурах. В частности, для целого ряда металлов и сплавов были впервые измерены электросопротивление и теплоемкость в твердом и жидком состояниях, теплоты плавления, а также энтальпия и тепловое расширение в жидком состоянии. Эти данные (необходимые для создания теории плавления и жидкого состояния) не удавалось ранее получить другими методами. Обнаружено неравновесное явление аномальной теплоемкости тугоплавких металлов (W, Та, Mo, Nb) вблизи точки плавления, которое тесно связано с аномальной электронной эмиссией. Эти аномалии были объяснены неравновесной концентрацией точечных дефектов в металле, возникающей при его быстром нагревании со скоростью ~109 К/с. С начала 80-х годов С.В. Лебедевым с сотрудниками был сформулирован новый подход к исследованию электрического взрыва проводников, с целью создания больших плотностей энергии в металле. Быстрый нагрев проводился в толстостенных изолирующих капиллярах, которые обеспечивали возникновение высоких импульсных давлений в самом металле. Это позволило впервые измерить проводимость жидких металлов и графита как при высоких температурах, так и одновременно при высоких давлениях (Р ~ 10—50 кбар). Основные результаты исследования металлов при быстром нагревании электрическим током изложены в обзоре С. В. Лебедева и А. И. Савватимского (УФН. 1984. Т. 144. С. 215). Талантливый ученый, бескорыстно преданный науке, С.В. Лебедев оставил о себе память не только как о ярком физике-экспериментаторе, но и как об истинно интеллигентном, глубоко порядочном, неподвластном конъюнктуре человеке. Сотрудники и люди, близко знавшие С.В. Лебедева, высоко ценили его скромность, требовательность к самому себе в сочетании с терпимостью и человечностью в отношении к другим. Его открытость, тонкое чувство юмора и самобытность приносили радость всем, кто работал или просто общался с ним.

## Семья
- Жена — Рита Александровна Лебедева (1928—2013).
- Сын — Дмитрий Сергеевич Лебедев (1937—1960).
- Дочь — Екатерина Сергеевна Лебедева (род. 1954), клинический психолог, нейропсихолог, руководитель Нейропсихологического центpа Адаптации и Саморегуляции.
- Сын — Владимир Сергеевич Лебедев (род. 1954), доктор физико-математических наук, профессор, зав. кафедрой МФТИ, руководитель Отделения оптики в Физическом институте им. П. Н. Лебедева РАН.